# Playa de Les Botades
Es una playa que tiene forma de concha que pertenece a Bañugues cercana a Viodo y está detrás de la punta de la  Narvata. Para acceder a ella hay que tomar un camino que sale de "El Monte"( en el pueblo de Bañugues) con dirección al norte. 
Si se va en coche, hay que llegar hasta la senda costera que va desde Bañugues hasta el Cabo de Peñas y para ir hasta un chalet aislado. Desde este punto sale una pista rural que es donde hay que aparcar el vehículo. Unos trescientos metros más adelante hay un camino muy pendiente y con mucha maleza que llega hasta la playa. Debido a la maleza se recomienda bajar con un pantalón de tela fuerte para evitar pinchazos y arañazos.
En la punta Narvata, al occidente de la playa hay un yacimiento arqueológico del  medievo. A pesar de lo escarpado de sus alrededores, se botaban lanchas y de esta actividad deriva su nombre.
En esa playa se bañaban antiguamente las mujeres cuando no había trajes de baño . Dejaban a una vigilando arriba y las avisaba si venía alguien. 
Las actividades recomendadas son la pesca submarina y la deportiva o recreativa a caña.